# Wieteke Cramerová
Wieteke Harmanna Cramerová (* 13. června 1981 Lemmer, Frísko) je bývalá nizozemská rychlobruslařka.
V nizozemské reprezentaci působila od sezóny 1997/1998, v letech 1998 a 1999 se umístila šestá na juniorském mistrovství světa, v roce 2000 získala na tomto šampionátu stříbrnou medaili. V celkovém hodnocení Světového poháru 2000/2001 skončila na dlouhých tratích 3 km/5 km na devátém místě. V této sezóně rovněž vybojovala bronzovou medaili na Mistrovství Evropy 2001 a dojela pátá v závodě na 5000 m na Mistrovství světa na jednotlivých tratích. Následující sezóny již nebyly pro ni tak úspěšné s výjimkou sezóny 2003/2004, kdy na evropském šampionátu 2004 skončila čtvrtá a na Mistrovství světa ve víceboji získala bronzovou medaili. Posledním větším mezinárodním úspěchem bylo vítězství v celkovém hodnocení Světového poháru 2006/2007 ve stíhacím závodě družstev, kde byla členkou nizozemského týmu. Poté startovala především na domácích závodech, do posledního většího závodu nastoupila v únoru 2009.